# Sarah Miles
Sarah Miles (Ingatestone, Egyesült Királyság, 1941. december 31.) Oscar-díjra jelölt angol színésznő. A hatvanas évek csábos királynői között emlegették Julie Christie-vel és Susannah Yorkkal. Testvére a brit rendező, Christopher Miles. Karrierjét beárnyékolta volt párjának öngyilkossága, és a bulvármédia is többször vette magánéletét célkeresztbe. A kilencvenes évek után kevesebb szerepet vállalt, mára szinte teljesen visszavonult.

## Élete

### A britek szirénje
Sarah Miles Ingatestone-ban született Vanessa Miles és John Miles építészmérnök gyermekeként. A közeli Roedean lányiskolába járt, amíg el nem tanácsolták kifogásolható viselkedéséért. Miles édesanyjának sikerült lányát tizenötévesen beíratnia a Royal Academy of Dramatic Art drámaiskolába. 1960-ban Miles debütált London színpadján a Dazzling Prospect című darabban. Nem sokkal később televízióban szerepelt a Deadline Midnight újságíró témájú brit sorozatban. 1962-ben keltett nagy feltűnést A tárgyalás című filmben: egy diáklányt játszik, aki belebolondul a tanárába, de a tanár visszautasítja, ezért a lány vádat emel ellene. A tanárt Laurence Olivier alakította, akivel Miles a való életben viszonyt kezdeményezett, annak ellenére, hogy a férfi sokkal idősebb és már házasságban élt Joan Plowright színésznővel. Milest BAFTA-díjra jelölték, majd megkapta következő szerepét A szolga című filmadaptációban, amely Robin Maugham kisregénye alapján készült. Miles a címszereplő szolga (Dirk Bogarde) cinkostársát játssza, akivel együtt tönkreteszi egy semmirekellő úrifiú (James Fox) életét. Miles egy újabb csábító szerepét kapta a Ceremonyban, aki hűtlen lesz bebörtönzött barátjához.
Miles, hogy eloszlassa maga körül a berögzült rossz kislány képét, új műfajokban is kipróbálta magát, mint az 1965-ös Azok a csodálatos férfiak a repülő masináikban című vígjáték és az I Was Happy Here romantikus film. Miles visszatért a színpadra is, legfontosabb szerepe Stuart Mária volt a Vivat! Vivat Regina! 1967-es alkotásban, amelyet férje, Robert Bolt írt. Miles részesévé vált a brit új hullám mozgalomnak, amikor felbukkant Michelangelo Antonioni Nagyítás című művészfilmjében. Egy kisebb szünet után visszatért 1970-ben David Lean Ryan lánya című filmjében, melynek forgatókönyvét Miles férje írta Flaubert Bovaryné művétől megihletve. A produkció Robert Mitchum és Miles első közös munkája is volt, Miles megkapta első Oscar-jelölését. Érdekes módon a film nem lelt nagy népszerűségre az Egyesült Államokban.

### Botrány és korai visszavonulás
1972-ben Robert Bolt bemutatta első rendezését, a Lady Caroline Lambot címszerepben Milesszal. A történet létező történelmi személyek életéről szólt, de hatalmasat bukott, így Bolt elvetette annak az ötletét, hogy a közeljövőben rendezzen, és nagyban befolyásolhatta Milesszal való házasságának végét is. 1973-ben Miles menedzserét, David Whitingot holtan találták Miles hotelszobájában, a színésznő pedig elsőszámú gyanúsítottnak számított. Félve, hogy ezzel véget ér a karrierje, tovább folytatta a filmezést 1974-ben Dickens regényének a Szép reményeknek feldolgozásával. 1976-ban Kris Kristoffersonnal dolgozott közösen a japán Misima Jukio regényének filmadaptációján, The Sailor Who Fell From Grace-en. 1978-ban ismét Mitchummal szerepelt A nagy álomban, Raymond Chandler regényének modern értelmezésében. Ezután segített bátyjának, Christopher Milesnak leforgatni A szerelem oltárán című önéletrajzi filmet főszerepben Ian McKellennel és Janet Suzmannal. A produkció D. H. Lawrence száműzetésbe vonult éveit taglalja Új-Mexikóban és Olaszországban.
1984-ben Vanessa Redgrave-vel szerepelt a Gőzben című filmdrámában, valamint Donald Sutherlanddel és Faye Dunawayjel a Meghurcolt ártatlanságban. 1986-ban egy tévéfilmben (Hárem), 1987-ben egy minisorozatban (Queenie) kapott szereplési lehetőséget. Az 1941-es kenyai gyilkosságot feldolgozó regényből 1988-ban készült adaptáció, az Úri passziók, amelyben Miles ismét egy rosszra hajló karakter bőrébe bújt. Meglepetést okozott a John Boorman rendezte Remény és dicsőség című háborús filmben, ahol egy édesanyát alakított. 
Miles viszonylag korán nyugdíjazta magát, a kétezres évektől csak egyszer-egyszer bukkant fel a képernyőn, mint Agatha Christie: Poirot sorozatában (2004), vagy a legutóbbi 2016-os rövid szerepében. 1993-ban nekiállt önéletrajzát lapra vetni, és három kötet könyv sikeredett belőle: A Right Royal Bastard (1993), Bolt from the Blue (1996) és Beautiful Morning (1998).

### Magánélete
Férjével, Robert Bolttal, 1965-ben ismerkedett meg egy vacsoraesten, pár évvel később házasodtak össze, addigra Miles várandós volt fiúkkal, Tommal. Bolt forgatókönyveket írt, és rendezői ambíciókat is ápolt, melyek gyorsan kihunytak, miután első filmje, a Lady Caroline Lamb címszerepben Milesszal nagyot bukott, és ezt a házasságuk is megsínylette. A pár azonban ismét egyesült, és Bolt haláláig együtt maradt.
A média előszeretettel botránkoztatta meg Miles magánéletével a közönséget. A hetvenes években történt, mikor Miles allergiájával kapcsolatban kért tanácsot az orvosától, a doktor pedig javasolta neki, hogy naponta igyon egy csésze vizeletet. Miles már korábban is hallott ennek a jótékony hatásáról, mikor férjével Indiában járt. Egy nap azonban Robert Mitchum, Miles egykori szeretője kikotyogta a titkot, és a színésznő nevetség tárgya lett. „Az emberek nagyon furán kezelték. Úgy mentek el mellettem, mintha valami rossz szagom lenne. Szörnyű volt. Még levelet is írtak nekem, amelyben gonosz boszorkánynak csúfoltak.” – mondta Miles a Daily Mailnek. Az újabb törés azonban csak ezután következett. 1973-ban David Whitingot, Miles menedzserét holtan találták a nő hotelszobájában. Miles előtte vetett véget románcuknak, a férfi pedig feljött a szobájába, és verni kezdte a nőt. Milesnak sikerült elmenekülnie, és mire visszajött, Whiting halott volt. A rendőrség kiderítette, hogy öngyilkos lett, de addig a pillanatig Miles gyilkosságban érintett személynek számított.
A média másik kedvenc témája Miles aktuális partnerének kiderítése volt. Miles erről a következőképp nyilatkozott a Sussex Life-nak: „Spielberggel két évig voltam, James Foxszal újabb két évig. Laurence Olivier-t huszonnyolc évig kísértem, Mitchummal több mint tizenkét évig tartott. Ezek közül egyik sem volt rövid távú, érzelemmentes, sosem voltak egy éjszakás kalandjaim!”.

## Filmográfia

### Filmek
| Év   | Cím                                            | Szerep                | Magyar hang                                                                           |
| ---- | ---------------------------------------------- | --------------------- | ------------------------------------------------------------------------------------- |
| 1962 | A tárgyalás                                    | Shirley Taylor        | 1. magyar változat Pap Éva 2. magyar változat Bus Kati                                |
| 1963 | A szolga                                       | Vera                  | Almási Éva                                                                            |
| 1963 | The Ceremony                                   | Catherine             |                                                                                       |
| 1963 | Hatoldalú háromszög                            | a feleség             | Magda Gabi                                                                            |
| 1965 | Azok a csodálatos férfiak a repülő masináikban | Patricia Rawnsley     | Bánsági Ildikó                                                                        |
| 1965 | I Was Happy Here                               | Cass Langdon          |                                                                                       |
| 1966 | Nagyítás                                       | Patricia              | Szerencsi Éva                                                                         |
| 1970 | Ryan lánya                                     | Rosy                  |                                                                                       |
| 1972 | Lady Caroline Lamb                             | Lady Caroline Lamb    |                                                                                       |
| 1973 | A Lady sofőrje                                 | Lady Franklin         |                                                                                       |
| 1973 | A férfi, aki szerette a táncoló macskát        | Catherine Crocker     |                                                                                       |
| 1974 | Szép remények                                  | Estella               | 1. magyar változat Farkasinszky Edit 2. magyar változat Fazekas Zsuzsa                |
| 1975 | Requiem for a Nun                              | Temple Drake Stevens  |                                                                                       |
| 1975 | Bride to Be                                    | Pepita Jiménez        |                                                                                       |
| 1976 | Dynasty                                        | Jennifer Blackwood    |                                                                                       |
| 1976 | The Sailor Who Fell from Grace with the Sea    | Anne Osborne          |                                                                                       |
| 1978 | A nagy álom                                    | Charlotte Sternwood   | Csere Ágnes                                                                           |
| 1981 | A szerelem oltárán                             | filmcsillag           |                                                                                       |
| 1981 | Kígyóméreg                                     | Dr. Marion Stowe      | Haumann Petra                                                                         |
| 1983 | Walter & June                                  | June                  |                                                                                       |
| 1984 | Meghurcolt ártatlanság                         | Mary Durant           | 1. magyar változat n.a 2. magyar változat Halász Aranka 3. magyar változat Tóth Judit |
| 1985 | Gőzben                                         | Sarah                 |                                                                                       |
| 1986 | Hárem                                          | Lady Ashley           |                                                                                       |
| 1987 | Remény és dicsőség                             | Grace Rowan           |                                                                                       |
| 1987 | Úri passziók                                   | Alice de Janzé        | 1. magyar változat n.a 2. magyar változat Zsurzs Kati                                 |
| 1990 | Titok Monte Carlóban                           | Emilie                | Balogh Emese                                                                          |
| 1992 | Csendes érintés                                | Helena                |                                                                                       |
| 2001 | Days of Grace                                  | Sissi, az édesanya    |                                                                                       |
| 2001 | Jurij                                          | Martina               |                                                                                       |
| 2003 | The Accidental Detective                       | Smeralda Mazzi Tinghi |                                                                                       |
| 2016 | Interlude City of a Dead Woman                 | Josephine             |                                                                                       |

### Televíziós sorozatok
| Év   | Cím                     | Szerep                                      |
| ---- | ----------------------- | ------------------------------------------- |
| 1961 | Deadline Midnight       | Vi Vernon (egy epizód)                      |
| 1963 | ITV Play of the Week    | Lucile (egy epizód)                         |
| 1964 | Festival                | Isabelle (egy epizód)                       |
| 1987 | Queenie                 | Lady Sybil (két epizód)                     |
| 1994 | Dandelion Dead          | Catherine Armstrong (négy epizód)           |
| 2004 | Agatha Christie: Poirot | Lucy Angkatell (epizód: Hétvégi gyilkosság) |

## Díjak és jelölések
| Év   | Cím                                         | Díj                                                      | Eredmény     |
| ---- | ------------------------------------------- | -------------------------------------------------------- | ------------ |
| 1963 | A tárgyalás                                 | BAFTA-díj a legígéretesebb elsőfilmes főszereplőnek      | Jelölve      |
| 1964 | A szolga                                    | BAFTA-díj a legjobb brit színésznőnek                    | Jelölve      |
| 1965 |                                             | Laurel-díj a legjobb új színésznek                       | Jelölve      |
| 1971 | Ryan lánya                                  | Oscar-díj a legjobb női főszereplőnek                    | Jelölve      |
| 1971 | Ryan lánya                                  | Golden Globe-díj a legjobb női főszereplőnek – filmdráma | Jelölve      |
| 1971 | Ryan lánya                                  | BAFTA-díj a legjobb női főszereplőnek                    | Jelölve      |
| 1971 | Ryan lánya                                  | Laurel-díj a legjobb női főszereplőnek                   | Második hely |
| 1973 | A Lady sofőrje                              | Cannes-i fesztivál – Különdíj                            | Elnyerte     |
| 1977 | The Sailor Who Fell from Grace with the Sea | Golden Globe-díj a legjobb női főszereplőnek – filmdráma | Jelölve      |
| 1988 | Remény és dicsőség                          | BAFTA-díj a legjobb női főszereplőnek                    | Jelölve      |

## Művei
- Miles, Sarah – Serves Me Right. London, England: Macmillan, 1994.